# Marcus Andreasson
Marcus Andreasson (Buchanan, 13 juli 1978) is een in Liberia geboren Zweedse voetballer die bij voorkeur als centrale verdediger speelt. Hij verruilde in januari 2011 Molde FK voor Lierse SK.
Andreasson debuteerde in Zweden bij Östers IF en speelde daarna voor Kalmar FF. Na een Engels avontuur bij Bristol Rovers verhuisde hij naar Noorwegen waar hij speelde voor achtereenvolgens Bryne FK en Molde FK. In december 2010 tekende hij een overeenkomst bij Lierse. 

## Erelijst
Molde FK
- Beker van Noorwegen

2005
- 1. divisjon

2007

## Statistieken
| Seizoen                                         | Club           | Competitie          | Wedst | Goals |
| ----------------------------------------------- | -------------- | ------------------- | ----- | ----- |
| 1997-1998                                       | Östers IF      | Allsvenskan         | 12    | 0     |
| 1999                                            | Kalmar FF      | Allsvenskan         | 6     | 0     |
| 1999/01                                         | Bristol Rovers | Football League One | 14    | 1     |
| 2001-2003                                       | Bryne FK       | Tippeligaen         | 57    | 5     |
| 2004                                            | Molde FK       | Tippeligaen         | 25    | 2     |
| 2005                                            | Molde FK       | Tippeligaen         | 25    | 1     |
| 2006                                            | Molde FK       | Tippeligaen         | 13    | 2     |
| 2007                                            | Molde FK       | Adeccoligaen        | 25    | 0     |
| 2008                                            | Molde FK       | Tippeligaen         | 11    | 0     |
| 2009                                            | Molde FK       | Tippeligaen         | 26    | 0     |
| 2010                                            | Molde FK       | Tippeligaen         | 27    | 0     |
| 2010-11                                         | Lierse SK      | Jupiler Pro League  | 2     | 0     |
| 2011-12                                         | Lierse SK      | Eerste klasse       | 1     | 0     |
| Totaal                                          | Totaal         | Totaal              | 244   | 11    |
| Tabel voor het laatst bijgewerkt op 10-12-2011. |                |                     |       |       |